# 辻村茂兵衛
辻村 茂兵衛（つじむら もへえ、生没年不詳）とは、江戸時代の絵師。

## 来歴
師系・経歴不明。『扁額軌範』（文政2年〈1819年〉序）によれば、京都清水寺に奉納された「大名行烈之図」という横長の扁額（絵馬）に「辻村茂兵衛筆」という落款があり、この絵の作者とされる。またこの扁額には「承応四年」（1655年）、「未　卯月八日」と記されていたという。なおこの扁額は現在も清水寺に伝存しているが、絵の図様は長年外気に触れていたことにより、ほとんど消滅している。